# Martha Telles
Marta Cohen da Cunha Teles (Funchal, 19 de agosto de 1930 - Lisboa, 21 de fevereiro de 2001), foi uma pintora madeirense. Usava como nome artístico Martha Telles.
Marta nasceu no Funchal, filha de Alexandre Cunha Teles e de Anne Christine Stephanie Wera Beranger. Casou com Tarquinio da Fonseca Hall, em 25 de outubro de 1945, dele se tendo divorciado a 25 de julho de 1975.
Antes de ingressar no curso de Pintura na Escola Superior de Belas Artes do Porto, foi iniciada naquela arte pelo pintor alemão radicado na Ilha da Madeira, Max Römer. Estudou Sociologia da Arte, entre 1963 e 1965, na Sorbonne, em Paris, orientada por Maria Helena Vieira da Silva, com o estatuto de bolseira pela Fundação Calouste Gulbenkian. Continuou os seus estudos em Artes Plásticas na Universidade do Quebeque, Montreal, entre 1968-71 e conclui-os com o grau de bacharelato. Prosseguiu a sua carreira de aluna com o ingresso na Universidade MacGill onde estudou Gravura, como bolseira do Conselho das Artes do Canadá (1980-81). A sua longa permanência no Canadá fê-la optar pela nacionalidade canadiana em 1974, o que não impediu o seu regresso a Portugal, em 1983. Tendo vivido algum tempo na Bélgica, Martha Telles acabaria por falecer em Lisboa em 2001.
Além de se ter distinguido na pintura a óleo, Martha Telles também utilizou nas suas obras a aguarela e a gravura, tendo ainda feito cartões em tapeçaria.
Expôs individualmente e pela primeira vez em 1961, em Copenhaga, terra natal de sua mãe, e depois, em 1968, em Lisboa; em 1978, Montreal; em 1981, na Galeria "A"; em 1984, na Fundação Calouste Gulbenkian, Museu de Arte Sacra e Vila Real; em 1985, Porto, Coimbra e Évora; em 1986, Paris e Galeria R 75; em 1991, Knokke, Bélgica. Depois da sua morte, a Casa Museu Frederico de Freitas homenageou-a com a derradeira exposição individual em 2003. Coletivamente, Marthe Telles também integrou diversas exposições de entre as quais merecem destaque a I Bienal de Paris em 1959; 171 artistes québécoises, Bibliothèque Marie Uguay, Montréal, 1982; O fantástico na arte portuguesa contemporânea, Lisboa, Fundação Calouste Gulbenkian, 1986.
A sua obra encontra-se dispersa por várias instituições entre as quais se contam a Fundação Calouste Gulbenkian e a Casa Museu Frederico de Freitas.